# Pleurotomella thalassica
Pleurotomella thalassica är en snäckart som beskrevs av Dall 1919. Pleurotomella thalassica ingår i släktet Pleurotomella och familjen kägelsnäckor. Inga underarter finns listade i Catalogue of Life.